# Heilig meer

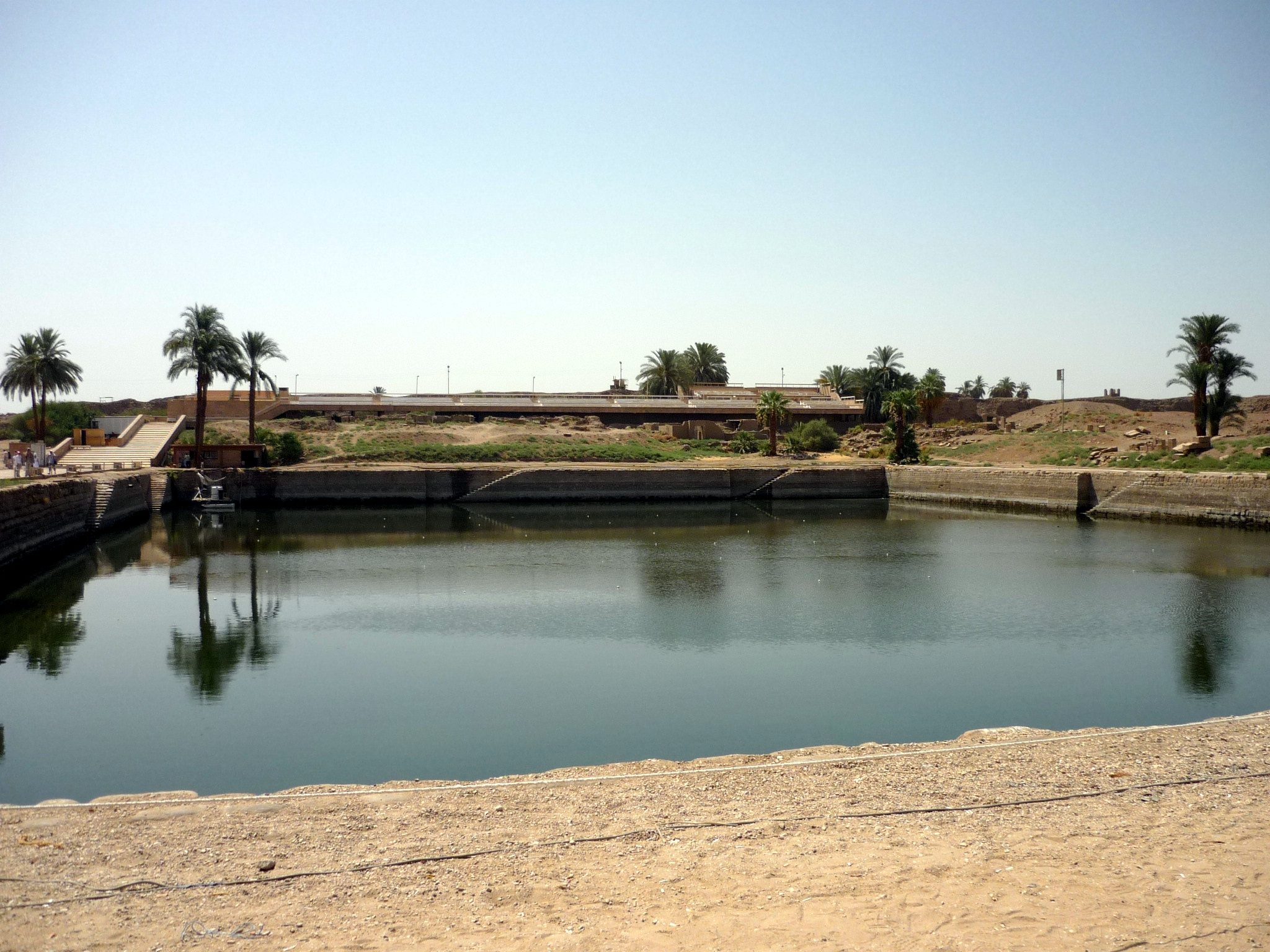
Het heilig meer van Karnak bij de tempel van Amon-Re

Het Heilige meer is een onderdeel van de Egyptische tempels.

## Functie
In het Oude Egypte had een tempel een vast aantal onderdelen zoals een pyloon, een obelisk maar ook een Heilig meer. Dit was een vierkant bassin gevuld met water.
De priesters gebruikten het water om zichzelf te reinigen voordat ze gingen werken in de tempels.
De Oude Egyptenaren geloofden dat de wereld werd geschapen nadat de Zonnegod Ra (of Atoem-Ra, of Chepri, Ptah) verrees uit het oerwater (Noen). Elke ochtend verrees de zon uit het Heilig meer en symboliseerde de creatie van de wereld.

## Bekende heilige meren
- Dendera, tempel van Hathor
- Elephantine, tempel van Chnoem
- El-Kab, tempel van Nechbet
- El-Tod, tempel van Montoe
- Heracleopolis, tempel van Herysjef
- Karnak, tempel van Amon-Re
- Karnak, tempel van Montoe
- Medamud, tempel van Montoe
- Medinet Habu, kleine tempel
- Saïs, tempel van Neith
- Sedeinga (Nubië), tempel van Hathor-Tefnoet
- Tanis, tempel van Amon en Chonsoe